# Aleksandr Elizarov
Aleksandr Matveevič Elizarov (in russo Александр Матвеевич Елизаров?; 7 marzo 1952) è un ex biatleta sovietico.

## Palmarès

### Olimpiadi
- 2 medaglie:
  - 1 oro (Innsbruck 1976 nella staffetta 4x7,5 km)
  - 1 bronzo (Innsbruck 1976 nella 20 km individuale)

### Mondiali
- 4 medaglie
  - 1 oro (Lillehammer 1977 nella staffetta 4x7,5 km)
  - 3 argenti (Anterselva 1975 nella 10 km sprint; Anterselva 1975 nella staffetta 4x7,5 km; Anterselva 1975 nella 10 km sprint)